# Euophrys catherinae
Euophrys catherinae là một loài nhện trong họ Salticidae.
Loài này thuộc chi Euophrys. Euophrys catherinae được Jerzy Prószyński miêu tả năm 2000.